# John Ulrich Schroeder
John Ulrich Schroeder, auch John-Ulrich Schroeder, (* 6. August 1876 Boizenburg/Elbe; † 23. Februar 1947 in Hellerau bei Dresden) war ein deutscher Jurist.

## Leben

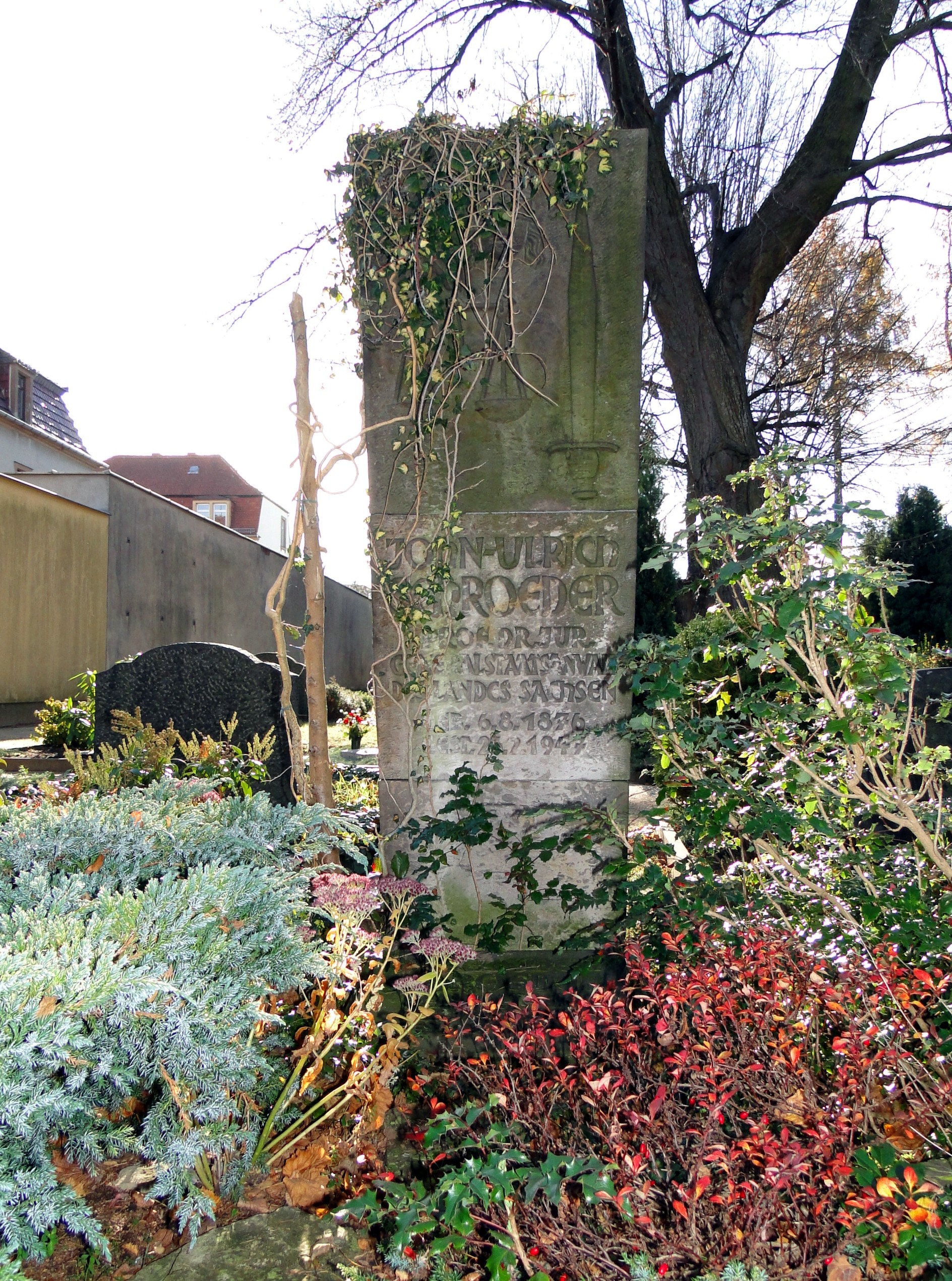
Schroeders Grab auf dem Rähnitzer Friedhof

John Ulrich Schroeder wurde in Boizenburg/Elbe geboren und war Sohn des Advokaten Theodor Schroeder (1842–nach 1900). Er studierte Jura in Halle und promovierte dort auch. Während des Ersten Weltkrieges war er Marinerichter in Hamburg und damit auch für Hochverratsprozesse gegen Matrosen zuständig. Während des Kieler Matrosenaufstandes vermittelte er in Cuxhaven zwischen den Parteien und konnte so ein Blutvergießen wie in Kiel verhindern. Infolgedessen entwickelte er eine sehr kritische Haltung, engagierte sich in der Arbeiterbewegung und stand der USPD nahe; aus dieser Zeit stammt auch sein Spitzname Matrosen-Schröder. Seine Erfahrungen schrieb er in dem 1921 veröffentlichten Buch Im Morgenlichte der deutschen Revolution. November-Erlebnisse an der Niederelbe nieder.
Während der Weimarer Republik wurde er 1922 leitender Beamter im sächsischen Justizministerium. Mit der Machtergreifung durch die Nationalsozialisten wurde er 1933 seines Amtes enthoben und erhielt nur eine kleine Pension. Nach Ende des Krieges war er bis zu seinem Tod 1947 der erste Generalstaatsanwalt von Sachsen.
Schroeder verstarb 1947 in Hellerau und erhielt ein Staatsbegräbnis auf dem Rähnitzer Friedhof. In Hellerau wurde der Schulweg, wo Familie Schroeder im Haus Nr. 27 wohnte, nach der 1950 erfolgten Eingemeindung nach Dresden in Schroederstraße umbenannt. Im Rahmen der Streichung ideologischer Straßennamen aus der kommunistischen Zeit wurde die Straße 1993 – wohl auf Grund fehlender Informationen über Schroeder – in Heinrich-Tessenow-Weg umbenannt. Namenspatron war der Architekt der Gartenstadt Hellerau, Heinrich Tessenow.